# Rhingia cyanoprora
Rhingia cyanoprora är en tvåvingeart som beskrevs av Speiser 1910. Rhingia cyanoprora ingår i släktet näbblomflugor, och familjen blomflugor. Inga underarter finns listade i Catalogue of Life.